# 奧氏燈籠魚
奧氏燈籠鱼（学名：Myctophum ovcharovi）为輻鰭魚綱燈籠魚目灯笼鱼科燈籠鱼属的其中一種。該物種分布于印度洋及中西太平洋海域，為深海魚類，體長可達7.2公分。

## 扩展阅读
維基物種上的相關：奧氏燈籠鱼